# Tadmit
Tadmit es un municipio (baladiyah) de la provincia o valiato de Djelfa en Argelia. En abril de 2008 tenía una población censada de 10 359 habitantes.
Se encuentra ubicado en el centro-norte del país, en la cordillera del Atlas sahariano y al sur de la capital del país, Argel.
Tiene una superficie de 788,58 km² (2,44% de la Wilaya) y forma parte del Atlas sahariano. Forma parte del Daïra de Ain El Ibel que comprende cuatro municipios (Ain el Ibel, Zaccar, Moudjebara y Tadmit).

## Historia

### Antigüedad
En su "Notice sur les ruines de Tadmit" de 1889, Guénin describe numerosas ruinas de ciudades, pueblos, puestos y recintos defensivos descubiertos en Tadmit y sus alrededores. Como esta descripción es prácticamente la única disponible, se desarrolla a continuación en detalle. Un comentario crítico seguirá a ést.
Según el autor, la atribución de las ruinas, ya sean romanas o bereberes, sigue siendo incierta; sólo las excavaciones, las inscripciones o la cerámica podrían arrojar luz sobre su origen. Guénin considera probable que se estableciera un pequeño asentamiento romano en Tadmit, debido a las similitudes entre sus ruinas y las de Messaâd, donde los romanos también habían residido en el mismo valle [véase también Alan Bowman  o Albertini, así como a continuación].
En el pasado, una aldea habría ocupado el emplazamiento actual de la Penitenciaría (véase más abajo), mientras que en la orilla opuesta del Oued-Tadmit, habrían sobrevivido los restos de una ciudad con casas de formas regulares y murallas bien construidas. Estos dos núcleos, enclavados al pie de las rocas que constriñen el lecho del río, parecen haber sido construidos para proteger los bajos contra los ataques del noroeste. La ciudad de la orilla izquierda estaba rodeada por una muralla de alrededor de un metro de grosor. Cada ciudad estaba también defendida por un "'verdadero oppidum'", con murallas dobles que coronaban las cimas de las colinas sobre las que estaban construidas, como señala Guénin. Reductos y torres vigilaban los pasos.
Guénin describe también cómo el centro de ocupación más importante se encontraba probablemente al pie de Kef-el-Boura, donde se extienden grandes montones de ruinas de más de un kilómetro de largo y 600 metros de ancho. Habría sido obvio que una ciudad considerable ocupó una vez esta zona, extendiéndose hasta la cima de la montaña. Gruesos muros bloqueaban los valles que podrían haber servido de vías de acceso a la ciudad, mientras que puestos avanzados vigilaban sus afueras.
Río arriba del puente sobre la carretera de Takarzane, Guénin cree que aún quedan vestigios de construcciones aisladas: un recinto cuadrado de unos 100 metros de lado, así como puestos en ambas orillas del río, destinados a proteger las zonas bajas donde los habitantes de la ciudad cultivaban sus tierras. Todas estas ruinas se caracterizan por montones de piedras pequeñas, intercaladas con piedras más grandes y de forma regular, que parecen haber sido cortadas pero que se han conservado mal debido a la naturaleza quebradiza y blanda de la arenisca de la que están hechas. En la superficie del suelo se habrían encontrado algunos trozos de cerámica bastante fina, vidriada con bermellón en su interior. No hay pistas externas sobre el origen de las ruinas de Tadmit; sólo el sonido del nombre "Tadmit" sugiere una ocupación bereber.
Según Guénin, los habitantes locales entrevistados no transmitieron ninguna tradición sobre la historia de su pueblo, a excepción de una leyenda sobre la fertilidad del suelo de Tadmit. Según esta leyenda, el valle del Oued-Tadmit era antaño tan verde que se podía viajar de Mokta-el-Oust a Tadmit en pleno verano sin ser tocado por un solo rayo de sol. Aunque esto pueda parecer una exageración, Guénin cree que es innegable que el valle del Oued-Tadmit no estaba tan desierto como hoy y que habría albergado a una gran población que encontró allí los medios para sobrevivir gracias a la fertilidad del suelo circundante y a la abundancia constante de agua del río.

#### Interpretación
¿Cómo debemos interpretar la descripción de las notas de Guénin, sobre la que la bibliografía guarda un silencio absoluto? 
Gsell, en su Atlas Archéologique, menciona brevemente en el valle del Oued Tadmit, en ambas orillas ruinas de asentamientos más o menos grandes; sin embargo, no hay pruebas de que sean de origen romano.
Despois un autor bien informado sobre el Djebel Amour, niega categóricamente la existencia de cualquier rastro de ocupación romana en el macizo. En su libro, dedica detallados párrafos a describir pueblos bereberes y ksour abandonados, sin mencionar ningún resto romano. Además, destaca la existencia de recintos cuadrados vacíos, que interpreta como cobertizos para el ganado, lo que sugiere una actividad pastoral y no una ocupación romana. Las fotografías que presenta en su libro no muestran pruebas convincentes de una presencia romana. Más recientemente, Morizot se basó en fotografías aéreas. En su opinión, es posible concluir que pocos o ninguno de los yacimientos identificados anteriormente como tales son romanos, o incluso muy antiguos. Sin embargo, estas mismas vistas parecen confirmar la existencia de ruinas allí donde el mapa del CIE las indicaba en 1951. Sin embargo, expresó sus dudas sobre si eran romanas. En su opinión, sería necesario un examen del terreno para zanjar definitivamente esta cuestión.
Por otra parte, el mapa Tadjemout 1:50.000 del INC de 1951 proporciona una lista detallada de ksour habitados, ksour abandonados y numerosas tumbas megalíticas, con cuatro lugares marcados específicamente con las iniciales RR reservadas a las ruinas romanas. Estas ruinas romanas claramente identificadas sugieren fuertemente una presencia romana en la región. Estos yacimientos incluyen el Castellum Dimmidi·· a Messaad (situado a unos 50 km), Hammam-Charef (también a unos 50 km) o Medjedel (a unos 130 km) de Tadmit, todas formalmente identificadas como romanas.

### Época colonial francesa
Desde al menos 1855, Tadmit ha prosperado en medio de llanuras bien irrigadas, bajo la supervisión de la comunidad indígena de Laghouat. La intervención francesa perturbó la agricultura local, redirigiendo el agua hacia los nuevos asentamientos coloniales. El establecimiento por el comandante Marguerite de un puesto de mando francés en 1857 simbolizaba una apropiación más amplia de la tierra. La retórica colonial calificó la agricultura indígena de "regresiva", justificando así  el imperio colonial francés. Tadmit se convirtió en un punto focal de la colonización francesa, utilizando datos meteorológicos y proyectos de infraestructuras para reforzar el control colonial y expulsar a los agricultores nativos de las tierras fértiles.
En 1885 se creó una penitenciaría para "nativos", y estuvo en servicio al menos hasta 1916, como instrucción prefectoral. Durante el verano de 1908, "una grave epidemia de tifus exantemático" (65 hombres afectados y 7 muertos de 103 internos) hizo estragos. Durante 1913, "27 nativos fueron internados en la penitenciaría de Tadmit, 25 de ellos por haber realizado la peregrinación a La Meca sin autorización", además, "15 fueron puestos bajo vigilancia especial por causas políticas o como medida de seguridad pública" El tifus volvió a hacer estragos en 1917, de 120 prisioneros, 80 sucumbieron al tifus. Según Sylvie Thénault, el centro penitenciario de Tadmit "ocupaba el primer lugar en la jerarquía de la dureza; también se le llamaba 'el infierno del Jebel Amour", señala el periódico Le Radical.

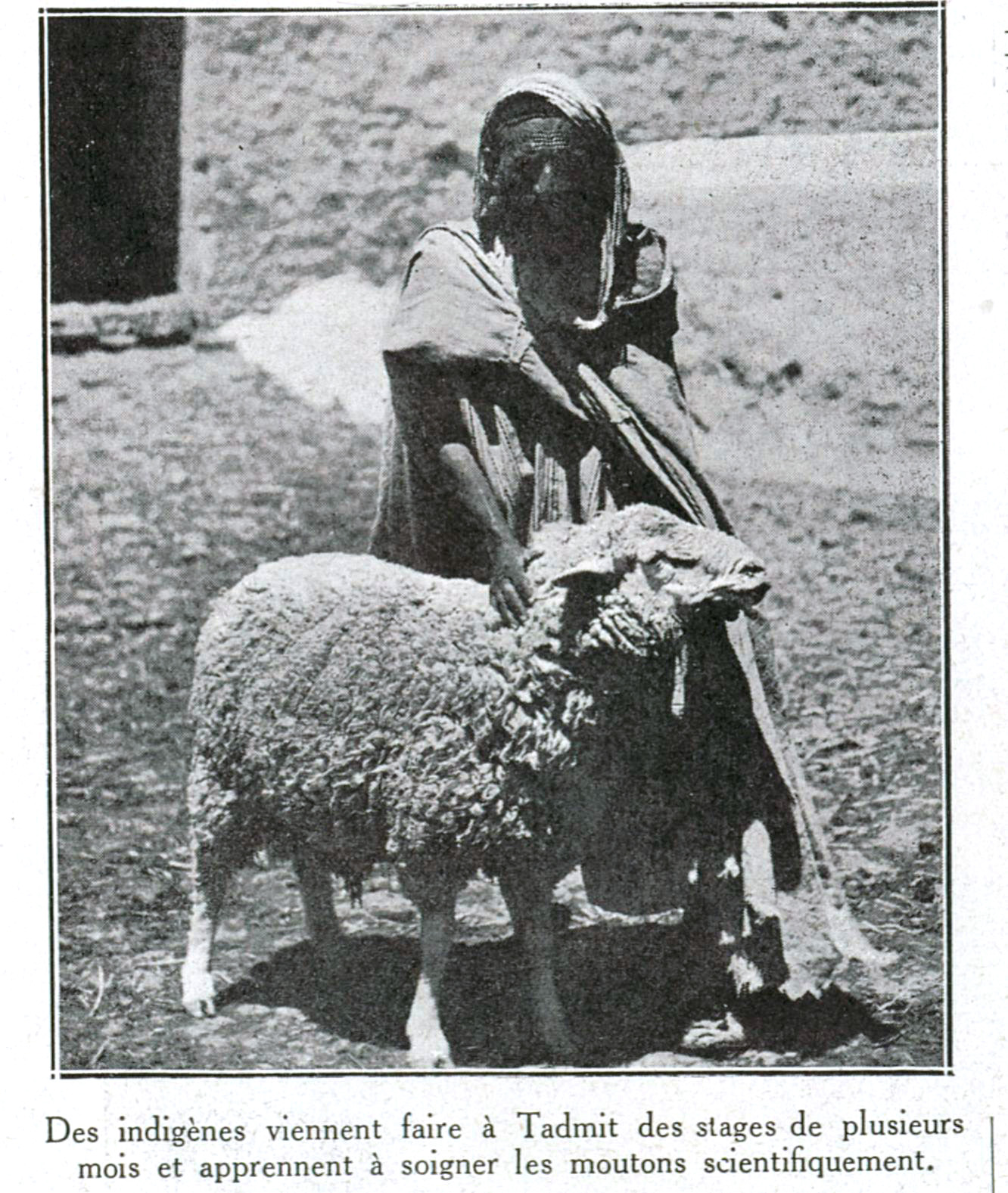
Cría de ovejas Tadmit (1927)

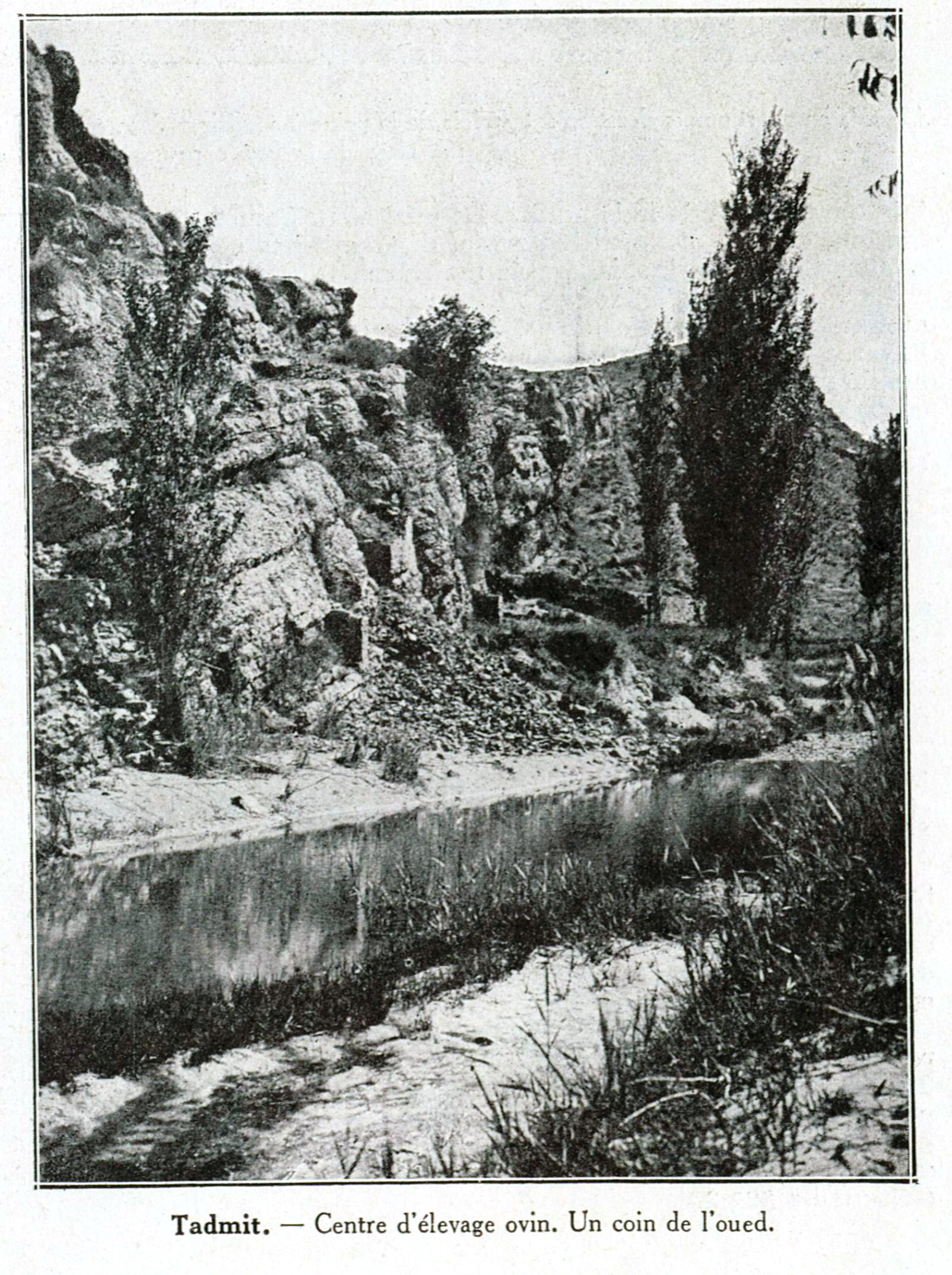
Cría de ovejas de Tadmit (1927)

Tras un estudio realizado en 1918 en la región de Djelfa, se decidió instalarse en Tadmit, en 1922, en la antigua penitenciaría, una estación de cría de ovinos en Tadmit  El rebaño inicial contaba con 600 animales, que se redujeron a 250 mediante selección. Diez años más tarde, el rebaño contaba con más de 2.200 animales. La estación seleccionó y crio la raza "Tadmit" (que se distingue por la finura de su lana), la variedad "Raimbi" y la raza "Zahrez". Las dudas sobre la calidad de la Tadmit surgieron en la década de 1950. A pesar de su reputación, la tasa de mortalidad era más elevada allí que en otros lugares, con importantes pérdidas en la cabaña en 1945 Sin embargo, este informe fue desmentido unos meses más tarde.
El 28 de octubre de 1952, la Comuna Mixta de Djelfa creó un aeródromo en Tadmit. Situado a 50 kilómetros al sur-suroeste de Djelfa, fue autorizado para uso privado y marcado con una cruz blanca en el centro de la zona de aterrizaje.